# Crimen de lesa humanidad

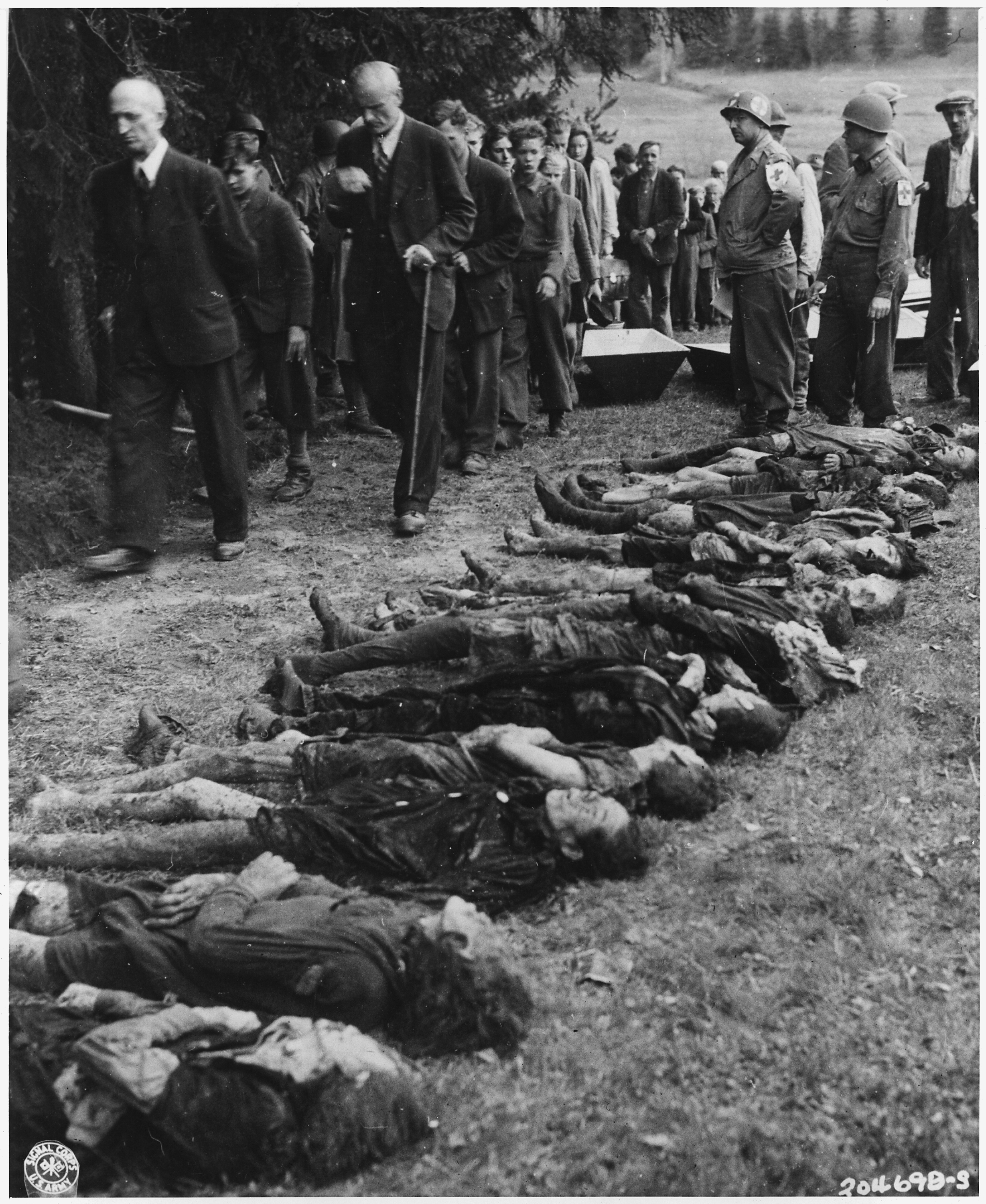
Un grupo de civiles contemplan, bajo el control de militares y médicos estadounidenses, los cadáveres de mujeres judías asesinadas por las SS durante el Holocausto, en Checoslovaquia.

Se consideran crímenes de lesa humanidad, delitos de lesa humanidad o crímenes contra la humanidad cualquiera de las atrocidades y delitos de carácter inhumano, que forman parte de un ataque generalizado o sistemático contra civiles. Los crímenes de lesa humanidad son una de las cuatro clases de crímenes que la Organización de las Naciones Unidas considera de mayor trascendencia para la comunidad internacional, al igual que el genocidio, los crímenes de guerra, y el crimen de agresión. Estos conceptos comenzaron a ser definidos en el marco de las Naciones Unidas, al finalizar la Segunda Guerra Mundial, ante la preocupación generada por los genocidios que «en todos los períodos de la historia ha infligido grandes pérdidas a la humanidad».
El primer enjuiciamiento por crímenes de lesa humanidad tuvo lugar en los juicios de Núremberg, contra los líderes derrotados de la Alemania nazi; se ha argumentado que los crímenes contra la humanidad forman parte del ius cogens y, como tales, constituyen una norma inderogable del derecho internacional. Incluyen una gama de delitos contra las personas, como el homicidio, la esclavitud, la violación, la esterilización forzada y demás actos de violencia sexual grave, el traslado forzoso de población, la tortura, las detenciones arbitrarias, la desaparición forzada, la persecución de determinados grupos de la población, la segregación racial, y en general todos aquellos actos cometidos con la intención de causar grandes sufrimientos o atentar gravemente contra la integridad física o la salud mental o física de las víctimas. En 1968 se aprobó la Convención sobre la imprescriptibilidad de los crímenes de guerra y de los crímenes de lesa humanidad. Los juristas y legisladores han establecido también que los mismos son imperdonables.
Para el enjuiciamiento de los crímenes de lesa humanidad existe el principio de jurisdicción universal según el cual cualquier Estado puede enjuiciar y condenar penalmente a sus autores, independientemente del lugar donde los mismos hayan sido cometidos, debido a que por su propia naturaleza la afectada es la comunidad internacional y la humanidad como tal. Pese a ello en muchos casos los acusados y los países a los que pertenecen, han invocado con éxito la inaplicabilidad del principio a su caso. En 1998 se creó el Tribunal Penal Internacional (TPI), con la función de crear un ámbito internacional para enjuiciar los crímenes de lesa humanidad, el genocidio, los crímenes de guerra y el crimen de agresión. Según el principio de complementariedad, la competencia del TPI es concurrente con la de los Estados nacionales. El TPI no cuenta con la adhesión de las principales potencias militares del mundo, como Estados Unidos, Rusia y China, y por lo tanto no puede enjuiciar a los criminales de dichas nacionalidades[cita requerida].

## Tipos de crímenes
Según el Estatuto de Roma de 1998, son crímenes de lesa humanidad once tipos de conductas y situaciones, siempre que sean «parte de un ataque generalizado o sistemático contra una población civil y con conocimiento de dicho ataque»:
- Asesinato: homicidio intencional.
- Exterminio: imposición intencional de condiciones de vida que tienden a destruir parte o toda una población.
- Esclavitud: ejercicio de derechos de propiedad sobre una persona, incluido el tráfico de personas, en particular de mujeres y niños.
- Deportación o traslado forzoso de población: expulsión de personas de la zona donde están presentes legítimamente sin motivos autorizados por el derecho internacional, entendiéndose que la deportación supone cruzar fronteras nacionales, mientras que el traslado forzoso ocurre dentro de ellas.
- Encarcelamiento u otra privación grave de la libertad física en violación de normas fundamentales de derecho internacional.
- Tortura: dolor o sufrimientos graves, físicos o mentales, causados intencionadamente a una persona que el acusado tenía bajo su custodia o control. Dentro de estos se contempla los casos de tortura médica, siendo un ejemplo de esta los experimentos humanos forzosos.
- Violación, esclavitud sexual, prostitución forzada, embarazo forzado, esterilización forzosa u otros abusos sexuales de gravedad comparable. La violación y otros abusos sexuales también pueden constituirse en crímenes de competencia del Tribunal como tortura, en tanto que este es un crimen de lesa humanidad o un crimen de guerra.
- Persecución de un grupo o colectividad con identidad propia por motivos políticos, raciales, nacionales, étnicos, culturales, religiosos o de género o por otros motivos universalmente reconocidos como inaceptables con arreglo al derecho internacional, en conexión con cualquier crimen comprendido en el Estatuto. Por persecución se entiende la privación intencionada y grave de derechos fundamentales en violación del derecho internacional en razón de la identidad de un grupo o colectividad. Se castiga en relación con otro acto que constituya un crimen de lesa humanidad, un crimen de guerra o un genocidio.
- Desaparición forzada de personas: detención o secuestro de personas por un Estado o una organización política, o con su autorización, consentimiento o aquiescencia, junto con la negativa a reconocer la privación de libertad o a proporcionar información sobre la suerte que han corrido los «desaparecidos» con la intención de privarlos de la protección de la ley durante un largo periodo.
- Crimen de apartheid: actos inhumanos cometidos en el contexto de un régimen institucionalizado de opresión y dominación sistemáticas de un grupo racial por otro con la intención de mantener ese régimen.
- Otros actos inhumanos de carácter similar que causen intencionadamente grandes sufrimientos o atenten contra la integridad física o la salud mental o física: actos inhumanos de gravedad similar a otros crímenes contra la humanidad.

## Evolución histórica
La noción de que existían crímenes y atrocidades intolerables que repugnaban a la humanidad misma, data de antiguo. En Occidente, en los primeros años de la Conquista de América, el sacerdote español Juan Ginés de Sepúlveda (1490-1573) desarrolló la idea de que las culturas indígenas americanas carecían de humanitas, razón por la cual «veía a los indios como intrínsecamente perversos y dignos de castigo, por sus crímenes de lesa humanidad (sacrificios humanos y antropofagía)».
En los siglos XVII y XVIII se elaboraron los principios del derecho de gentes, por juristas como Hugo Grocio (1583-1645), Samuel Pufendorf (1632-1694), Christian Wolff (1679-1754) y Emer de Vattel (1714-1767). Según los mismos la guerra entre Estados soberanos debía respetar las nociones de necesidad militar y proporcionalidad. «Todo lo que se
haga de más -decía Vattel- es reprobado por la Ley Natural, vicioso & condenable ante el Tribunal de la Conciencia», pero si la guerra era contra «naciones feroces que no observan ninguna regla ni dan cuartel» era legítimo castigarlas en la
persona misma de los cautivos que pudieran conseguirse, para someterlos a las «leyes de la humanidad».
Hacia fines de siglo XVIII, el virrey del Río de la Plata Juan José de Vértiz (1718-1799), sostenía que el degüello de indias ancianas era una práctica «repugnante a la humanidad por más razones que quieran alegarse en contrario».
En Francia, el 3 de diciembre de 1792, durante el juicio contra Luis XVI, Robespierre pidió a la Convención que lo declare «traidor a la nación francesa, criminal de lesa humanidad».
René Blattman, exjuez de la Corte Penal Internacional, ha señalado que los primeros tribunales internacionales en América Latina tenían como fin sancionar el comercio de esclavos, sosteniendo que reducir seres humanos a la condición de cosas iba contra los ideales de la Ilustración y ofendía al género de lo humano.
El militar argentino Álvaro Barros, decía en ocasión de la llamada «Conquista del Desierto» -de la que fue uno de los protagonistas- que:

Estamos contra la idea del exterminio de los indios, por ser esto más que innecesario inconveniente, injusto y bárbaro...
Álvaro Barros

Poco antes, en 1865, el historiador argentino Vicente Quesada condenaba en términos similares la política del gobierno argentino ante las culturas indígenas: 

Nada estable se funda sobre la iniquidad, y el propósito de exterminar [a] los indios es un crimen, cuya sangre es ignominia para nuestras armas. Someterlos y atraerlos a los usos blandos de la civilización, mejorarlos y conquistarlos para el bien, ése es el único camino justo y digno.
Vicente Quesada

El mismo enfoque tenía por entonces el escritor José Hernández, quien en la Revista del Río de la Plata del 22 de agosto de 1869 sostenía que:

Nosotros no tenemos el derecho de expulsar a los indios del territorio y menos de exterminarlos. La civilización sólo
puede darnos derechos que se deriven de ella misma [...]
José Hernández

Durante la guerra de conquista de los territorios indígenas, los días 16 y 17 de noviembre de 1878 el diario La Nación, dirigido por el expresidente Bartolomé Mitre, publicó un artículo sobre la matanza de 60 indígenas desarmados por tropas argentinas al mando del coronel Rudecindo Roca, calificando el acto como «crimen de lesa humanidad» y de no respetar «las leyes de la humanidad ni las leyes que rigen el acto de la guerra».
Poco después, el 19 de agosto de 1880, el diputado nacional Aristóbulo del Valle, cuestionó la violación masiva de derechos humanos en la Conquista del Desierto en la Cámara de Diputados en estos términos:

Hemos tomado familias de los indios salvajes, las hemos traído a este centro de civilización, donde todos los derechos parece que debieran encontrar garantías, y no hemos respetado en estas familias ninguno de los derechos que pertenecen, no ya al hombre civilizado, sino al ser humano: al hombre lo hemos esclavizado, a la mujer la hemos prostituído; al niño lo hemos arrancado del seno de la madre, al anciano lo hemos llevado a servir como esclavo a cualquier parte; en una palabra, hemos desconocido y hemos violado todas las leyes que gobiernan las acciones morales del hombre.
Aristóbulo del Valle

La Declaración sobre la utilización en tiempos de guerra de proyectiles de 400 gramos de peso, firmada en San Petersburgo en 1868 y el Proyecto de declaración internacional relativa a las leyes y costumbres de la guerra, firmada en Bruselas en 1874, establecieron que el empleo de armas que agravaran innecesariamente el sufrimiento o la muerte del enemigo era
«contrario a las leyes de la humanidad».
En 1890 el jurista afroestadounidense George Washington Williams publicó su célebre carta abierta al rey Leopoldo II, denunciando las atrocidades que el Estado belga cometía en su colonia del Congo, reclamando una «una Comisión Internacional para investigar los cargos aquí formulados en nombre de la Humanidad, el Comercio, el Gobierno Constitucional y la Civilización Cristiana.»
Resulta inescindible del delito de genocidio, que también es considerado de lesa humanidad.
El Acuerdo de Londres de 8 de agosto de 1945, que estableció el Estatuto del Tribunal de Núremberg, definió como «crímenes contra la humanidad» el «asesinato, exterminio, esclavitud, deportación y cualquier otro acto inhumano contra la población civil, o persecución por motivos religiosos, raciales o políticos, cuando dichos actos o persecuciones se hacen en conexión con cualquier crimen contra la paz o en cualquier crimen de guerra».
En 1946, la Asamblea General de las Naciones Unidas confirmó los principios de Derecho internacional reconocidos por el Estatuto del Tribunal y proclamó la resolución 96 (I) sobre el crimen de genocidio, que define como «una negación del derecho de existencia a grupos humanos enteros», entre ellos los «raciales, religiosos o políticos», instando a tomar las medidas necesarias para la prevención y sanción de este crimen.
Esta resolución cristalizó en la Convención para la Prevención y la Sanción del Delito de Genocidio, adoptada por la Asamblea General de las Naciones Unidas en su resolución 260 A (III), de 9 de diciembre de 1948, y que entró en vigor en 1951.
La definición de genocidio plasmada en la Convención de 1948 ha sido acogida en el artículo 4 del Estatuto del Tribunal Penal Internacional para la antigua Yugoslavia, de 1993, el artículo 2 del Estatuto del Tribunal Penal Internacional para Ruanda, de 1994, y el artículo 7 del Estatuto de Roma de 1998, por el que se creó el Tribunal Penal Internacional.

## La imprescriptibilidad de los crímenes contra la humanidad
La prescripción en derecho penal es el instrumento jurídico por medio del cual se produce la extinción de la persecución de los delincuentes en razón del transcurso del tiempo.
Los crímenes contra la humanidad tienen la especial característica de ser imprescriptibles, es decir que pueden ser perseguidos en todo tiempo.

## Juicios por la verdad
Una manifestación peculiar de los crímenes de lesa humanidad son los Juicios por la Verdad, en aquellos casos que los criminales han muerto o no pueden ser enjuiciados. Los juicios tienen como fin establecer el grado de veracidad de los hechos y finalmente establecer condenas civiles al Estado y otras organizaciones potencialmente responsables. Los juicios por la verdad han tenido un amplio desarrollo en Argentina.

## Protocolo de Minnesota
El Alto Comisionado de las Naciones Unidas para los Derechos Humanos elaboró en 1991 el llamado Protocolo de Minnesota para investigar crímenes de lesa humanidad en los que se hubieran cometido ejecuciones ilegales, con el fin de evitar que los funcionarios del Estado sospechado de haber cometido crímenes de lesa humanidad puedan actuar o influir en la investigación.

## Listado histórico de atrocidades por número de muertos
| Listado histórico de atrocidades                                                              | Listado histórico de atrocidades | Listado histórico de atrocidades | Listado histórico de atrocidades | Listado histórico de atrocidades                                       | Listado histórico de atrocidades          | Listado histórico de atrocidades |
| Atrocidad                                                                                     | Ubicación | Fecha de inicio                  | Fecha final                      | Estimación del número de muertos más bajo (excluyendo el negacionismo) | Estimación del número de muertos más alto | Otras estadísticas |
| --------------------------------------------------------------------------------------------- | --- | -------------------------------- | -------------------------------- | ---------------------------------------------------------------------- | ----------------------------------------- | --- |
| Invasiones mongolas                                                                           | Asia y Europa | 1206                             | 1405                             | 60 000 000                                                             | 80 000 000                                | Hasta 60 millones de personas fueron asesinadas durante las invasiones de Genghis Khan y un máximo adicional de 20 millones bajo las campañas de Temerlán, totalizando una cifra superior a los 80 millones de personas |
| Colonización europea de América                                                               | América | 1492                             | presente                         | 56 000                                                                 | 90 000                                    | Murió gran parte de la población indígena de América. |
| Gran Salto Adelante                                                                           | República Popular China | 1958                             | 1961                             | 11 600 000                                                             | 55 000                                    | Frank Dikötter estima que al menos 2,5 millones de personas fueron golpeadas o torturadas hasta la muerte y de 1 a 3 millones adicionales se suicidaron. El Gran Salto Adelante también condujo a la mayor destrucción de bienes raíces en la historia de la humanidad, superando cualquiera de las campañas de bombardeos durante la Segunda Guerra Mundial. Aproximadamente del 30 al 40 por ciento de todas las casas fueron demolidas. Frank Dikötter afirma que «las casas fueron derribadas para hacer fertilizantes, construir cantinas, reubicar a los aldeanos, enderezar las carreteras, hacer un lugar para un futuro mejor haciendo señas o simplemente castigar su propietarios».                                                                                             |
| Comercio árabe de esclavos                                                                    | Asia occidental, norte de África, este de África, India y Europa                                                                                      | Años 700                         | 1899                             | 7 545.000 -(1500 - 1899)                                               | 70 000 -(700s-1899)                       | |
| Holocausto Nazi                                                                               | Territorios ocupados por el III Reich durante la Segunda Guerra Mundial (Alemania, Polonia, Francia, Hungría, Checoslovaquia, URSS, Yugoslavia, etc.) | 1941                             | 1945                             | 6 000 000                                                              | 18 653 000                                | Se estima que murieron más de 6 millones de judíos, pero en esta cifra no se incluye las demás víctimas del Holocausto, tales como civiles soviéticos, polacos, serbios, discapacitados, gitanos, homosexuales, testigos de Jehová, etc. Véase también Víctimas del Holocausto |
| Asesinatos en masa bajo Chiang Kai-shek                                                       | República de China | 1928                             | 1946                             | 5 965 000                                                              | 18 522 000                                | |
| Holocausto asiático                                                                           | Asia oriental y el pacífico | 1931                             | 1945                             | entre 3 000 000 y 10 000                                               | 30 000                                    | |
| Holodomor                                                                                     | Ucrania soviética | 1932                             | 1934                             | 2 711 000                                                              | 7 811 000                                 | |
| Política de los Tres Todos                                                                    | China | 1941                             | 1945                             | 2 700 000                                                              | 2 700 000                                 | |
| Asesinatos en masa bajo Ranavalona I                                                          | Madagascar | 1833                             | 1839                             | 2 500 000                                                              | 2 500 000                                 | La mitad de la población de Madagascar pereció |
| Comercio atlántico de esclavos (Maafa)                                                        | Océano Atlántico, América, África | Siglo XIV                        | Siglo XIX                        | 2 000                                                                  | 60 000.000                                | |
| Laogai                                                                                        | República Popular China | 1950                             | 1979                             | entre 1 500 000 y 5 000                                                | 27 000                                    | 50 millones pasaron por los campos de Laogai |
| Gulag                                                                                         | Unión Soviética | 1930                             | 1953                             | entre 1 500 000 y 1 700 000                                            | entre 5 000 000 y 6 000                   | 18 millones que fueron enviados al Gulag desde 1930 hasta 1953. |
| Genocidio camboyano                                                                           | Kampuchea Democrática | 1975                             | 1979                             | 1 500 000                                                              | 3 000 000                                 | Entre el 15 y el 33% de la población total de Camboya fue asesinada. |
| Gran Purga                                                                                    | Unión Soviética | 1936                             | 1938                             | 681 692                                                                | 1 704 230                                 | |
| Genocidio armenio                                                                             | Imperio otomano | 1915                             | 1922                             | 600 000                                                                | 1 500 000                                 | El 90% de los armenios en el Imperio Otomano fueron asesinados. |
| Crímenes de guerra durante el Guerra afgano-soviética                                         | Afganistán | 1979                             | 1989                             | 562 000                                                                | 2 000                                     | |
| Genocidio de Ruanda                                                                           | Ruanda | 1994                             | 1994                             | 500 000                                                                | 1 000                                     | |
| Revolución Cultural                                                                           | China | 1966                             | 1976                             | 400 000                                                                | entre 5 000 000 y 10 000                  | |
| Masacre en Indonesia de 1965-1966                                                             | Indonesia | 1965                             | 1966                             | 400 000                                                                | 3 000                                     | |
| Campos de concentración en Corea del Norte                                                    | Corea del Norte | 1950                             | año corriente                    | 400 000                                                                | 1 500 000                                 | |
| Agente naranja                                                                                | Vietnam | 1962                             | año corriente                    | 400 000                                                                | 400 000                                   | Según el gobierno vietnamita, casi 4,8 millones de vietnamitas fueron expuestos a este producto químico, 500 000 niños nacidos con deformidades, y 1 000 000 contrajeron enfermedades relacionadas con el producto químico. El gobierno de los Estados Unidos ha desafiado estas cifras como poco realistas y exageradas. |
| Asesinatos en masa bajo Mengistu Haile Mariam (Terror Rojo (Etiopía)                          | Etiopía | 1975                             | 1985                             | 225 000                                                                | 2 000                                     | |
| Escuadrón 731                                                                                 | Harbin, Manchukuo (China ocupada por Japón) | 1935                             | 1945                             | 210 000                                                                | 440 000                                   | Entre 10 000 y 40 000 dentro de establecimientos 200 000 - 400 000 en exteriores |
| Sacrificios aztecas                                                                           | Imperio azteca | 1400                             | 1521                             | 200 000                                                                | 5 000                                     | |
| Atrocidades contra civiles durante la Rebelión de Tambov                                      | Óblast de Tambov, Vorónezh, Sarátov y Penza | 1920                             | 1922                             | 160 000                                                                | 160 000                                   | 50 000 civiles internados en campos. |
| Masacres de monárquicos y católicos durante la Guerra de la Vendée                            | Principalmente el oeste de Francia: Vendée, norte de Deux-Sèvres (Poitou), sur de Maine y Loira (Condado de Anjou) y sur de Loira Atlántico (Bretaña) | 1793                             | 1796                             | 127 500                                                                | 160 000                                   | Habitantes de la Vendée: aproximadamente 170.000 muertos en total (75-80% monárquicos y 20-25% republicanos). En total, unos 170 000-200 000 muertos. |
| Masacre de Nankín                                                                             | República de China, Nankín | 1937                             | 1938                             | 100 000                                                                | 300 000                                   | El 50% de los chinos de Nankín y sus alrededores fueron asesinados. |
| Masacre de Manila                                                                             | Manila, Filipinas | 1945                             | 1945                             | 100 000                                                                | 240 000                                   | |
| Asesinatos en masa bajo Idi Amin                                                              | Uganda | 1971                             | 1979                             | 100 000                                                                | 500 000                                   | |
| Asesinatos en masa bajo el Ejército de Resistencia del Señor                                  | Uganda | 1987                             | año corriente                    | 100 000                                                                | 100 000                                   | En 2006, UNICEF estimó que el LRA había secuestrado al menos a 25 000 niños desde que comenzó el conflicto. |
| Crímenes de guerra saudíes durante la Guerra civil yemení (2015-presente)                     | Yemen | 2015                             | año corriente                    | 92 701                                                                 | 93 000                                    | 84.701 - 85 000 niños yemeníes murieron de hambre 8,000 muertos por campañas de bombardeos saudíes |
| Masacre de Bleiburg                                                                           | Frontera Austro-eslovena | 1945, mayo                       | 1945, mayo                       | 70 000                                                                 | 100 000                                   | |
| Conflicto armado interno peruano en Ayacucho                                                  | Perú | 1980                             | 2000                             | 69 000                                                                 | 82 000                                    | |
| Crímenes de guerra durante la segunda guerra ítalo-etíope                                     | Etiopía | 1935                             | 1936                             | 62 000                                                                 | 485 000                                   | |
| Caza de «brujas»                                                                              | Europa y América | Siglo XV                         | Siglo XVII                       | 60 000                                                                 | 70 000                                    | El 75% fueron mujeres. La mitad de la población de Europa fue afectada. |
| Guerra civil española                                                                         | España | 1936                             | 1945                             | 58 000                                                                 | 400 000                                   | 30 000 a 300 000 Niños robados por el franquismo |
| Asesinatos en masa bajo Francisco Macías Nguema                                               | Guinea Ecuatorial | 1968                             | 1979                             | 50 000                                                                 | 80.000                                    | Un tercio de la población de Guinea Ecuatorial pereció. |
| Plan Cóndor                                                                                   | Chile, Argentina, Brasil, Paraguay, Uruguay, Bolivia y esporádicamente, Perú, Ecuador, Colombia, Venezuela                                            | 1968                             | 1989                             | 50 000                                                                 | 80 000                                    | 400 000 encarceladas |
| Asesinatos en masa bajo Hissène Habré                                                         | Chad | 1982                             | 1990                             | 40 000                                                                 | 40 000                                    | 200 000 donde fueron torturados también |
| Operación Polo                                                                                | Hyderabad (estado) | 1948                             | 1948                             | entre 30 000 y 40 000                                                  | 200 000                                   | |
| Represiones estalinistas en Mongolia                                                          | Mongolia | 1921                             | 1939                             | entre 30 000 y 35 000                                                  | 100 000                                   | |
| Asesinatos en masa bajo François Duvalier                                                     | Haití | 1957                             | 1971                             | 30 000                                                                 | 60 000                                    | |
| Campos de concentración de la segunda guerra bóer                                             | Sudáfrica y Suazilandia | 1899                             | 1902                             | 26 000                                                                 | 40 000                                    | Las tropas inglesas devastaron y quemaron todo tipo de propiedades durante la guerra. Los bóeres capturados (hombres, mujeres y niños) fueron desplazados a campos de concentración, donde murieron cerca de 20 000 personas. Las noticias sobre el tratamiento inhumano dado por los británicos a los prisioneros intensificaron la imagen negativa de Reino Unido ante la comunidad internacional. Unos 116 572 hombres, mujeres y niños bóeres fueron desplazados a campos de concentración, más unos 120 000 africanos negros. Debido a las duras condiciones de los campos, aproximadamente el 25 % de los bóeres (27 927 bóeres, de los cuales 22 074 eran niños menores de 16 años) y el 12 % de los africanos presos murieron (14 155, aunque algunos lo elevan hasta los 20 000). |
| Revueltas en Irak de 1991                                                                     | Irak | 1991                             | 1991                             | 25 000                                                                 | 180 000                                   | |
| Guerra de Canudos                                                                             | Bahía, Brasil | 1893                             | 1897                             | 24 850                                                                 | 25 000                                    | Solo 150 de los 25 000 miembros de la comunidad de Canudos sobrevivieron a la represión del gobierno. |
| El Terror                                                                                     | Francia | 1792                             | 1794                             | 16 594                                                                 | 16 594                                    | |
| Exterminio de disidentes en los centros de detención estatales sirios                         | Siria | 2011                             | año corriente                    | 11 000                                                                 | 65 000                                    | |
| Levantamiento campesino en El Salvador                                                        | El Salvador | 1932                             | 1932                             | 10 000                                                                 | 40 000                                    | |
| Terrorismo de Estado en Argentina en las décadas de 1970 y 1980                               | Argentina | 1973                             | 1983                             | Al menos 8961                                                          | 30 000                                    | |
| Trabajos forzados durante la organización de la Copa Mundial de Fútbol de 2022                | Catar | 2010                             | año corriente                    | 6 500                                                                  | 10 000                                    | De 1 700 000 trabajadores |
| Asesinatos en masa bajo Hastings Kamuzu Banda                                                 | Malaui | 1966                             | 1994                             | menos de 6000                                                          | 18 000                                    | |
| Masacre de Hama de febrero de 1982                                                            | Hama, Siria | 1982                             | 1982                             | 2000                                                                   | 10 000                                    | |
| Asesinatos en masa bajo el gobierno de Hipólito Yrigoyen (Semana trágica y Patagonia rebelde) | Argentina | 1919                             | 1922                             | 1100                                                                   | 2856                                      | |
| Falsos positivos en Colombia                                                                  | Colombia | 1988                             | 2016                             | 1.257                                                                  | 6.402                                     | |
| Genocidio matsé                                                                               | Perú | 1964                             | 1964                             | 400                                                                    | 1200                                      | |
| Violaciones de los derechos humanos de la dictadura militar (Chile)                           | Chile | 1973                             | 1990                             | 212                                                                    | 3227                                      | |
| Tortura y abuso de prisioneros en Abu Ghraib                                                  | Irak | 2002                             | 2005                             | 63                                                                     | 63                                        | |
| Masacre de Haditha                                                                            | Irak | 2005                             | 2005                             | 24                                                                     | 24                                        | |
| Masacre de Kandahar                                                                           | Afganistán | 2012                             | 2012                             | 16                                                                     | 16                                        | |
| Masacres de La Granja, El Aro, San Roque y el asesinato de Jesús María Valle Jaramillo.       | Colombia | 1989                             | 1998                             | 16                                                                     | 16                                        | |
| Masacre de Barrios Altos                                                                      | Perú | 1991                             | 1991                             | 15                                                                     | 15                                        | |
| Masacre de La Cantuta                                                                         | Perú | 1992                             | 1992                             | 10                                                                     | 10                                        | |
| Masacre del Santa                                                                             | Perú | 1992                             | 1992                             | 9                                                                      | 9                                         | |
| Masacre de Apartado                                                                           | Colombia | 2005                             | 2005                             | 8                                                                      | 8                                         | |
| Masacre de La Cantuta                                                                         | Perú | 1992                             | 1992                             | 6                                                                      | 6                                         | |
| Pedro Yauri                                                                                   | Perú | 1992                             | 1992                             | 1                                                                      | 1                                         | |